# Comté de Columbia (Floride)
Pour les articles homonymes, voir Comté de Columbia.
Le comté de Columbia est un comté situé dans l'État de Floride. Sa population était de 69 698 habitants en 2020. Son chef-lieu est Lake City. Le comté a été fondé en 1832 et doit son nom à Christophe Colomb, explorateur espagnol.

## Comtés adjacents
- Comté de Clinch, Géorgie (nord)
- Comté de Union (est)
- Comté de Baker (est)
- Comté d'Alachua (sud-est)
- Comté de Gilchrist (sud-ouest)
- Comté de Hamilton (ouest)
- Comté de Suwannee (ouest)
- Comté d'Echols, Géorgie (nord-ouest)

## Principales villes
- Fort White
- Lake City

## Démographie
| Groupe                           | Comté de Columbia | Floride | États-Unis |
| -------------------------------- | ----------------- | ------- | ---------- |
| Blancs                           | 77,9              | 75,0    | 72,4       |
| Afro-Américains                  | 17,5              | 16,0    | 12,6       |
| Métis                            | 1,9               | 2,5     | 2,9        |
| Autres                           | 1,3               | 3,7     | 6,4        |
| Asiatiques                       | 0,9               | 2,4     | 4,8        |
| Amérindiens                      | 0,5               | 0,4     | 0,9        |
| Total                            | 100               | 100     | 100        |
|                                  |                   |         |            |
| Hispaniques et Latino-Américains | 4,9               | 22,5    | 16,7       |

| 1840  | 1850  | 1860  | 1870  | 1880  | 1890   |
| ----- | ----- | ----- | ----- | ----- | ------ |
| 2 102 | 4 808 | 4 646 | 7 335 | 9 589 | 12 877 |

| 1900   | 1910   | 1920   | 1930   | 1940   | 1950   |
| ------ | ------ | ------ | ------ | ------ | ------ |
| 17 094 | 17 689 | 14 290 | 14 638 | 16 859 | 18 216 |

| 1960   | 1970   | 1980   | 1990   | 2000   | 2010   |
| ------ | ------ | ------ | ------ | ------ | ------ |
| 20 077 | 25 250 | 35 399 | 42 613 | 56 513 | 67 531 |